# Capobula capensis
Espèce
Capobula capensis est une espèce d'araignées aranéomorphes de la famille des Trachelidae.

## Distribution
Cette espèce est endémique du Cap-Occidental en Afrique du Sud,.

## Description
La femelle holotype mesure 2,35 mm et le mâle paratype 1,61 mm, les mâles mesurent de 1,58 à 1,82 mm et les femelles de 1,90 à 2,35 mm.

## Étymologie
Son nom d'espèce, composé de cap et du suffixe latin -ensis, « qui vit dans, qui habite », lui a été donné en référence au lieu de sa découverte, le Cap-Occidental.

## Publication originale
- Haddad, Jin, Platnick & Booysen, 2021 : « Capobula gen. nov., a new Afrotropical dark sac spider genus related to Orthobula Simon, 1897 (Araneae: Trachelidae). » Zootaxa, no 4942(1), p. 41-71.